# Mastax burgeoni
Mastax burgeoni es una especie de carábido con distribución en Angola, Camerún, Liberia, República Democrática del Congo, Sierra Leona, Tanzania y Zambia.